# Mona Grudt
Mona Grudt (sinh ngày 6 tháng 4 năm 1971) là cựu Hoa hậu Hoàn vũ đến từ Na Uy. Cô đoạt danh hiệu Hoa hậu Na Uy 1990 và đại diện cho đất nước này tham dự cuộc thi Hoa hậu Hoàn vũ 1990 tổ chức tại thành phố Los Angeles, California.
Mona Grudt được đánh giá là một trong những ứng cử viên sáng giá nhất của cuộc thi. Trong đêm chung kết, cô đã xuất sắc đăng quang danh hiệu Hoa hậu Hoàn vũ và trở thành người phụ nữ Na Uy đầu tiên giữ danh hiệu này.
Hiện nay, cô là biên tập viên của một tạp chí thời trang đám cưới ở Na Uy. Cô đã lấy chồng và có hai con.